# Gantt (Alabama)
Pour les articles homonymes, voir Gantt.
Gantt est une ville du comté de Covington située dans l'État d'Alabama, aux États-Unis,. Elle est incorporée en août 1970.
Les premiers colons s'installent dans la région à la fin des années 1800, à proximité de la Conecuh River. La ville est initialement située à un mile à l'Est de son emplacement actuel. La Central of Georgia Railway construit une voie ferrée, et la ville se déplace pour s'en rapprocher. Elle est brièvement baptisée Christine, puis nommée Gantt, en référence à une famille locale.

## Démographie
| 1970 | 1980 | 1990 | 2000 | 2010 |
| ---- | ---- | ---- | ---- | ---- |
| 270  | 314  | 265  | 241  | 222  |

## Source de la traduction
- (en) Cet article est partiellement ou en totalité issu de l’article de Wikipédia en anglais intitulé « Gantt, Alabama » (voir la liste des auteurs).